# 越前田野站
越前田野站（日语：／ Echizen-Tano eki */?）是位於福井縣大野市中野39字彼岸田2番3號，西日本旅客鐵道（JR西日本）的越美北線（九頭龍線）車站。

## 車站構造
簡易車站一座，只在月台上建有一座候車室，除此以外，則只有一座以鋼架及水泥板所建成的露天側式月台月台一座。車站出入口建於與福井縣道170號交界的路口上，只提及梯級上落，並直接連接月台靠近越前大野一端。出入口前方設有一座有蓋單車場。路軌另一旁為墓園。
列車到站時，往九頭龍湖方向的列車會開啟右邊車門。前往福井方向為左側上落。
| 路線      | 上下行 | 方向         |
| --------- | ------ | ------------ |
| ■越美北線 | 上行   | 福井方面     |
| ■越美北線 | 下行   | 九頭龍湖方向 |

## 使用狀況
車站四周全為農地及墓園，最近的民居已是大字田野內零散的住宅，因此使用量十分低，過往有多年甚至被標示為「沒有紀錄」（即使用量少於1人）。根據國土交通省「國土數值情報」，以下為1日平均上下車人次：
| 年度 | 1日平均 乘車人次 | 1日平均 乘車人次 |
| ---- | ---------------- | ---------------- |
| 1999 | 3                |                  |
| 2000 | 4                |                  |
| 2001 | 5                |                  |
| 2002 | 5                |                  |
| 2003 | 4                |                  |
| 2004 | 3                |                  |
| 2005 | 2                |                  |
| 2006 | 4                |                  |
| 2007 | 8                |                  |
| 2008 | 0                |                  |
| 2009 | 0                |                  |
| 2010 | 0                |                  |
| 2011 | 5                |                  |
| 2012 | 4                |                  |
| 2013 | 1                |                  |
| 2014 | 1                |                  |
| 2015 | 0                |                  |
| 2016 | 1                |                  |
| 2017 | 0                |                  |
| 2018 | 0                |                  |
| 2019 | 4                |                  |
| 2020 | 4                |                  |
| 2021 | 2                |                  |
| 2022 | 6                |                  |

## 歷史
- 1964年5月20日：越美北線越前大野站至越前富田站之間開設此旅客車站。
- 1987年4月1日：隨國鐵分割民營化，車站由西日本旅客鐵道（JR西日本）營運。
- 2004年：

- 7月18日：因發生暴雨，越美北線全線暫停營業。
- 7月20日 - 越前大野站至九頭龍湖站之間重開。

## 相鄰車站
西日本旅客鐵道（JR西日本）
■九頭龍線（越美北線）
越前大野－越前田野－越前富田

## 外部連結
- 越前田野｜車站資訊：JR出門網 - 西日本旅客鐵道（日語）